# Los Chalchaleros
Los Chalchaleros é um conjunto folclórico argentino criado em Salta em 1948.
Foram considerados um dos maiores grupos folclóricos da Argentina.